# Ибикуйтинга
Ибикуйтинга (порт. Ibicuitinga)  —  муниципалитет в Бразилии, входит в штат Сеара. Составная часть мезорегиона Жагуариби. Входит в экономико-статистический  микрорегион Байшу-Жагуариби. Население составляет 10 054 человека на 2006 год. Занимает площадь 424,242 км². Плотность населения — 23,7 чел./км².
Праздник города —  11 мая.

## История
Город основан 11 мая 1988 года. 

## Статистика
- Валовой внутренний продукт на 2003 составляет 16.872.036,00 реалов (данные: Бразильский институт географии и статистики).
- Валовой внутренний продукт на душу населения на 2003 составляет 1.726,92 реалов (данные: Бразильский институт географии и статистики).
- Индекс развития человеческого потенциала на 2000 составляет 0,642 (данные: Программа развития ООН).

## География
Климат местности: полупустыня.